# 1285
Cette page concerne l'année 1285  du calendrier julien.
L'année 1285 est une année commune qui commence un lundi.

## Événements
- 17 avril : le sultan mamelouk Qala'ûn assiège pendant cinq semaines la forteresse des Hospitaliers de Marqab. Elle est prise le 25 mai et ses défenseurs sont autorisés à partir sains et saufs vers Tripoli[1].
- 19 juin[2] : mort de Yekouno Amlak. Début du règne de Yagbéa-Syon, roi d’Éthiopie (fin en 1294).

- L'esclave affranchi Sakoura usurpe le pouvoir dans l'empire du Mali. Il rétablit l’ordre et étend ses conquêtes en pays Toucouleur et Songhaï, sur le Macina et le Tekrour et règne jusqu'en 1300[3].
- Le sultanat d'Ifat annexe le sultanat de Makhzumi dans la partie orientale du Choa en Éthiopie méridionale[4].
- Seconde expédition des Mongols de Kubilai Khan dirigée par son fils Toghon contre le royaume de Champâ par le golfe du Tonkin. Elle est défaite devant Hanoï et les troupes dispersées se replient en Chine. Une armée de secours commandée par Sogatu est écrasée par les forces du royaume d’Annam[5].

- Raid mongol sur les rives de l'Indus. Muhammad Shâh, le fils aîné et préféré du sultan de Delhi Balbân, occupé à réduire une rébellion des Sumras du Sind, se porte à leur rencontre. Victorieux, il est tué dans la bataille[6].

- Chine : ordonnance diminuant de 1/6° le prix du fermage[7].

### Europe
- 6 janvier : synode de Łęczyca[8]. Pour contrecarrer la progression de la langue allemande, Jakub Świnka, archevêque de Gniezno, rend le polonais obligatoire, tant dans les prêches que dans les écoles paroissiales.
- 7 janvier : début du règne de Charles II d'Anjou, le Boiteux (1254-1309), roi de Naples et comte de Provence[9]. Il est alors prisonnier à Barcelone depuis 1284. À sa libération en 1288, il échoue dans sa tentative de reconquête de la Sicile dont il doit reconnaître l’indépendance.

- 25 mars, Pâques : 
  - Promulgation par le Parlement d'Angleterre du second statut de Westminster[10].
  - Départ de Philippe III pour l'Aragon[11]. Le pape ayant déposé Pierre III d'Aragon et donné son royaume au fils du roi de France, Charles de Valois, Philippe III mène une croisade pour conquérir l’Aragon qui se solde par un échec où le roi de France trouve la mort.
- Mars[12] : révolte de Berenguer Oller à Barcelone. Le meneur populaire Berenguer Oller, dirigeant une insurrection contre le Conseil et le roi, laisse tuer les Juifs de la call du Castellnou, la juderia proche de la cathédrale.
- 2 avril : début du pontificat d'Honorius IV (jusqu'en 1288)[13].
- 5 mai[14] : Niort reçoit du roi de France les privilèges d’un port franc.
- 10 mai : Philippe III entre en Roussillon[11].
- 25 mai : prise d'Elne par les Français et massacre de tous les habitants[11].
- 28 juin : début du siège de Gérone[11] ; l'armée Française est victime d'une épidémie de malaria.

- 15 août : mort de Philippe de Savoie. Son neveu Amédée V de Savoie lui succède à la tête du comté de Savoie (1285-1323)[15].

- 3 - 4 septembre : bataille navale des Formigues[16]. La flotte catalane, commandée par l'amiral Roger de Lauria, bat celle de Philippe III le Hardi.
- 7 septembre : reddition de Gérone. Elle est rendue à l'Aragon le 12 octobre[11].
- 21 septembre, Catalogne: l'armée de Philippe III, lui aussi atteint de malaria, se replie[11].
- 30 septembre - 5 octobre[17] : les Chiny organisent des fêtes magnifiques près de Montmédy et y invitent plus de 500 chevaliers pour des joutes et des Jeux guerriers. Jacques Bretel en fait un compte rendu brillant et poétique dans son Tournoi de Chauvency.
- 1er octobre : bataille du col de Panissars[18]. Fin de la croisade d'Aragon.
- 5 octobre : mort de Philippe III à Perpignan[11]. Début du règne de Philippe IV le Bel, roi de France (jusqu'en 1314). Enguerrand de Marigny devient son ministre des finances.
- 31 octobre : traité de Kalmar[19].
  - De difficiles négociations entre la Ligue des villes Wendes et le roi de Norvège Éric II de Norvège sont entamées au printemps à Gullbetshed, près de Lödöse. Elles n’aboutissent pas. Elles reprennent à Kalmar en automne, arbitrées par le roi de Suède Magnus. Les Norvégiens doivent rendre aux Hanséates tous les biens mis sous séquestre, et verser six mille marcs d’argent de dédommagement. Les Hanséates sont rétablis dans leurs anciens droits et privilèges, commercent dans le pays à égalité avec les Norvégiens et peuvent acheter tout ce qu’ils souhaitent et traiter aussi bien avec des négociants locaux, que des paysans ou des marchands étrangers. Ils débarquent leurs marchandises sans payer de droits.
- 11 novembre : 
  - début du règne de Jacques II le Juste, roi de Sicile (fin en 1295).
  - début du règne d'Alphonse III, roi d'Aragon (jusqu'en 1291). Il accorde d’importants privilèges aux Aragonais.

- Libra de Pérouse qui forme la première base d’une fiscalité indirecte[20].